# Ursule (Rekovac)
Pour les articles homonymes, voir Ursule.
Ursule (en serbe cyrillique : Урсуле) est un village de Serbie situé dans la municipalité de Rekovac, district de Pomoravlje. Au recensement de 2011, il comptait 294 habitants.

## Démographie
| 1948 | 1953 | 1961 | 1971 | 1981 | 1991 | 2002 | 2011 |
| ---- | ---- | ---- | ---- | ---- | ---- | ---- | ---- |
| 903  | 959  | 885  | 761  | 640  | 537  | 380  | 294  |

|  |